# 2. Tennis-Bundesliga (Herren 30)
Die 2. Tennis-Bundesliga Herren 30 war bis 2013 die zweithöchste Liga im deutschen Mannschafts-Tennis der Herren 30. Seit der Saison Sommer 2014 ist die zweithöchste Spielklasse die Regionalliga.

## Spielmodus
Die vom DTB veranstaltete Bundesliga Herren 30 bestand bis 2009 aus zwei Ligen, der 2. Bundesliga Herren 30 Nord und der 2. Bundesliga Herren 30 Süd.
Nach Saisonende stiegen die beiden Erstplatzierten (bis 2009) bzw. die ersten beiden Mannschaften (seit 2010) in die erste Bundesliga auf.
Wie auch in der 1. Bundesliga werden die Begegnungen jeweils durch sechs Einzel- und drei Doppelmatches ausgetragen. Die Matches werden im sogenannten Best-of-Three-Modus abgehalten (derjenige, der zuerst zwei Sätze gewinnt, gewinnt das Match). Sollte es zu einem dritten Satz kommen, entscheidet der Match-Tie-Break (ein Tiebrake über zehn Punkte).
Pro gewonnene Begegnung erhält eine Mannschaft zwei Tabellenpunkte. Da mit einer Sechsermannschaft gespielt wird (d. h. sechs Einzel und drei Doppel), kann es nicht zu einem Unentschieden zwischen zwei Mannschaften kommen.
Bei Punktgleichheit in der Tabelle entscheidet das Satzverhältnis und bei Bedarf die Anzahl der gewonnenen Spiele über die endgültige Platzierung.